# مقياس ريختر
مقياس ريختر أو مقياس ريشتر هو مقياس عددي يُستخدم لقياس شدة الزلازل. طوره تشارلز فرانسيس ريشتر وسجل في معلمه عام 1935 حيث أطلق عليه اسم (مقياس الحجم). وهذا ما تمت مراجعته لاحقا وأُعيدت تسميته إلى مقياس الحجم المحلي، المشار له ب ML. بسبب العيوب الكثيرة لمقياس ML فإن معظم المؤسسات المعناة بالزلازل تستخدم مقاييس أخرى كمقياس درجة العزم Mw لتسجيل حجم الزلازل، لكن الكثير من وكالات الأنباء لا زالت تشير إلى ذلك بمقياس ريختر. تحتفظ كل مقاييس الحجم بالنموذج اللوغاريتمي للأصل ويتم قياسها للحصول على قيم عددية قابلة للمقارنة تقريبا (عادة في منتصف القياس).
الزلازل التي قياسها 4.5 أو أكثر على المقياس يمكن أن تقاس بالأدوات في جميع أنحاء العالم.

## درجات المقياس
| الشدة   | الوصف    | الحد الأقصى النموذجي على مقياس ميركالي المعدل | متوسط آثار الزلازل | متوسط تكرار الحدوث عالميًا (تقديريًا) |
| ------- | -------- | --------------------------------------------- | --- | ----------------------------------- |
| 1.0–1.9 | دقيق     | I                                             | زلازل صغيرة، لا يشعر بها. تسجل بواسطة أجهزة قياس الزلازل. | مستمر / عدة ملايين في السنة         |
| 2.0–2.9 | خفيف جداً | I                                             | يشعر به بعض الناس. لا يسبب ضرر للمباني. | أكثر من مليون سنويا                 |
| 3.0–3.9 | خفيف جداً | II to III                                     | غالبًا ما يشعر به الناس، ولكن نادرًا ما يسبب الضرر. قد يكون اهتزاز الأشياء الداخلية ملحوظًا. | أكثر من 100.000 سنويا               |
| 4.0–4.9 | خفيف     | IV to V                                       | اهتزاز ملحوظ للأشياء الداخلية وأصوات قعقعة. يشعر به معظم الأشخاص في مركز الزلزال. من غير المحتمل جدًا حدوث أضرار متوسطة إلى كبيرة. قد تسقط بعض الأشياء من على الرفوف | من 10.000 إلى 15.000 سنويا          |
| 5.0–5.9 | معتدل    | VI to VII                                     | يمكن أن يسبب أضرارًا متفاوتة الخطورة للمباني سيئة البناء وأضرار طفيفة لجميع المباني الأخرى. يشعر به الجميع. | من 1000 إلى 1500 سنويا              |
| 6.0–6.9 | قوي      | VII to IX                                     | يسبب الضرر لعدد من المباني جيدة البناء في المناطق المأهولة بالسكان. تتعرض المباني المقاومة للزلازل لأضرار طفيفة إلى متوسطة، في حين تتعرض المباني سيئة التصميم لأضرار متوسطة إلى شديدة. وشعر بالزلزال منطقة واسعة تصل إلى مئات الكيلومترات من مركز الزلزال، مع اهتزاز قوي إلى عنيف في منطقة مركز الزلزال. | من 100 إلى 150 سنويا                |
| 7.0–7.9 | كبير     | VIII أو أعلى                                  | يسبب أضرارًا لمعظم المباني، بعضها ينهار جزئيًا أو كليًا أو يتعرض لأضرار جسيمة. من المرجح أن تتعرض الهياكل المصممة جيدًا للضرر. محسوس عبر مسافات كبيرة مع أضرار جسيمة تقتصر في الغالب على مسافة 250 كيلومترًا من مركز الزلزال.                                                                                 | من 10 إلى 20 سنويا                  |
| 8.0–8.9 | عظيم     | VIII أو أعلى                                  | من المرجح أن تتعرض المباني والهياكل لأضرار بالغة أو تدمر. تتعرض المباني القوية أو المقاومة للزلازل لأضرار متوسطة إلى جسيمة. يسبب الزلزال أضرارًا واسعة النطاق في مناطق واسعة وسيشعر به مناطق كبيرة جدًا.                                                                                                   | مرة في السنة                        |
| 9.0–9.9 | عظيم جدا | VIII أو أعلى                                  | دمار شبه كامل - أضرار جسيمة أو انهيار لجميع المباني. أضرار جسيمة واهتزاز يمتد إلى أماكن بعيدة. تغيرات الدائمة في تضاريس الأرض. | مرة إلى ثلاثة في القرن.             |

## تاريخ المقياس
تم اختراع هذا المقياس سنة 1935 من قبل تشارلز فرانسيس ريختر حيث وضع هذا الأخير المقياس لتصنيف الهزات الزلزالية المسجلة محليا في ولاية كاليفورنيا. هذا السلم في الأصل هو مقياس المقدار بالميكرومتر على السيزموجراف من نوع وود اندرسون يقيس الزلازل التي تقع على مسافة '100كم'
. غير أن هذا المقياس غير موثوق به في المسافات القصيرة.
في عام 1936 قام ريشتر وغوتبورغ بعرض فكرة تعتمد على مقدار الموجات السطحية للمسافات الزلزالية (المسافة التي تزيد عن 30°) ولمدة 20 ثانية (الفترة الطبيعية المستخدمة لقياس الزلازل). وقد فضل غوتبورغ عام "1945"هذا المقياس الذي ما زال يستخدم حتى الآن، لا سيما في التقديرات الأولية لقوة الزلزال.
في عام 1956 عرض غوتبورغ وريختر مقياس جديد، ولكن هذه المرة يعتمد على قياس الموجات الصوتية.
كلا المقدارين لهما حدود. فهي ليست مقياسا مباشرا للطاقة المنبعثة من الزلزال. مشكلة أخرى أثيرت أثناء الزلزال الكبير سنة "1960" في (تشيلي). حيث زادت مدة المصدر الزلزالي عن '20 ثانية'في الوقت الذي ضخامة مرض التصلب العصبي المتعدد السطح يتم معايرة. تقديرات لحجم الزلزال، والزلازل الكبرى بصفة عامة مع التقليل من شأن هذا النوع من القياس.
في عام "1970"( هيرو كاناموري)عرض مقياس جديد، وهو سلم قياس تلك اللحظة الزلزالية. وإن كانت أقل تقدير فوري لمقداره إلا أنه يرتبط ارتباطا مباشرا بالكمية المادية نفسها، والمرتبطة بالطاقة المنبعثة من الزلزال. وهو الأكثر استخداما في الوقت الحاضر.

## طاقة الزلازل
إن الطاقة الصادرة عن وقوع الزلزال، والتي ترتبط بشكل وثيق بقوتها المدمرة، تقاس بـ 2/3 سعة الهزة، وبالتالي فإن اختلاف في حجم ما يعادل 1.0 يكافئ معامل 31.6 ({\displaystyle =({10^{1.0}})^{(3/2)}}) من الطاقة الصادرة، وجود اختلاف في حجم ما يعادل 2.0 يكافئ معامل 1000 ({\displaystyle =({10^{2.0}})^{(3/2)}}) من الطاقة المنبعثة.